# Eriocaulon gibbosum
Eriocaulon gibbosum là một loài thực vật có hoa trong họ Cỏ dùi trống. Loài này được Körn. mô tả khoa học đầu tiên năm 1863.